# Бустроф
Бустроф (фр. Boustroff) — коммуна на северо-востоке Франции, регион Гранд-Эст (бывший Эльзас — Шампань — Арденны — Лотарингия), департамент Мозель. Относится к кантону Гротенкен.

## Географическое положение
Бустроф расположен в 320 км к востоку от Парижа и в 35 км к востоку от Меца.

## История
- Входил в историческую область Три Епископства.
- В 1811-1835 годах был объединён с Виллер.

## Демография

Население Бустроффа.

По переписи 2011 года в коммуне проживало 155 человек.

## Достопримечательности
- Остатки римской дороги.
- Оссуарий и церковь, датируемая XI веком.
- Церковь Сент-Юбер (1760).